# 新倉敷駅
新倉敷駅（しんくらしきえき）は、岡山県倉敷市玉島爪崎にある、西日本旅客鉄道（JR西日本）の駅。

## 概要
倉敷市西部に位置する玉島地域唯一の鉄道駅で、山陽新幹線と在来線の山陽本線との接続駅となっている。玉島の中心市街からは北に2.5kmほど離れているが、現在は新倉敷駅を中心に新市街地が形成されている。
駅長が配置された直営駅ではあるものの、管理駅ではなく、倉敷駅の被管理駅である。山陽本線はICOCAの利用エリアに含まれている。在来線の駅番号はJR-W07。
事務管コードは▲650614を使用している。

## 歴史
- 1891年（明治24年）7月14日：山陽鉄道倉敷駅 - 笠岡駅間の開通と同時に、玉島駅（たましまえき）として開業[2]。旅客・貨物の取扱を開始[2]。
- 1906年（明治39年）12月1日：山陽鉄道の国有化により[2]、官営鉄道の駅となる。
- 1909年（明治42年）10月12日：線路名称制定。山陽本線の所属となる。
- 1968年（昭和43年）9月27日：上り待避線を設置[6]。
- 1974年（昭和49年）10月1日：貨物の取扱を廃止[2]。
- 1975年（昭和50年）
  - 3月6日：山陽新幹線の新倉敷駅落成式[7]。
  - 3月10日：山陽新幹線の岡山駅 - 博多駅 が開業。同時に新倉敷駅に改称され橋上駅舎になった。みどりの窓口営業開始[8]。
  - 当駅を新幹線駅にする案のほか、倉敷駅もしくは西阿知駅に併設する案もあったが、建設にかかるコスト[注釈 1]と乗降客の多さ、用地取得の手間を考慮して玉島駅を新幹線の駅とし、新倉敷駅と改称された[9]。
- 1986年（昭和61年）11月1日：荷物扱い廃止[2]。
- 1987年（昭和62年）4月1日：国鉄分割民営化により、西日本旅客鉄道（JR西日本）の駅となる[2]。
- 1997年（平成9年）11月29日：ダイヤ改正により新幹線は「ひかり号」の停車が廃止され、「こだま号」のみの停車駅となる。
- 2005年（平成17年）2月20日：山陽新幹線の改札口に自動改札機が導入される。
- 2007年（平成19年）
  - 5月27日：在来線にICOCA対応の自動改札機を導入。
  - 9月1日：ICカード「ICOCA」の利用が可能となる。
- 2008年（平成20年）3月15日：ダイヤ改正により「ひかり号」の停車が復活。
- 2016年（平成28年）4月17日：CTC化に伴い整備されたLED式発車標が在来線改札口とホームに設置。
- 2017年（平成29年）12月5日：新幹線改札内のお手洗いがリニューアルし、使用開始[10]。
- 2019年（平成31年）3月下旬：在来線改札内のお手洗いがリニューアルされ、使用開始[11]。
- 2020年（令和2年）9月：駅ナンバリングが導入され、使用を開始[12][13]。
- 2022年（令和4年）10月14日：みどりの券売機プラス稼働[3]。これに伴い、日中に窓口閉鎖時間帯が導入される[3]。

## 駅構造
1階に在来線ホーム、2階に改札口とコンコース、3階に新幹線ホームが設けられている。在来線と新幹線の個別の改札口のほか、相互の乗換改札口も設置されている。
駅スタンプは「良寛様ゆかりの円通寺」。

### 新幹線
新幹線は、16両編成対応（ホーム長410m）の相対式ホーム2面2線＋通過線2線であり、外側にホームのある待避線（副本線）と、中央2線の通過線（本線）を有する高架ホームである。構内は博多方向に向かって左方向に半径10,000mの曲線を描いている。改札口とホームの連絡は、階段とエスカレーター（ホームに1か所ずつの計2か所）のみであったが、後にエレベーターも設置された。以前は改札内に売店があったが、現在は売店跡に自動販売機が設置されている。当駅は停車列車の本数が少ないため、ホームの中央付近に空調設備が整った待合室がある。
| のりば | 路線       | 方向 | 行先             |
| ------ | ---------- | ---- | ---------------- |
| 1      | 山陽新幹線 | 下り | 広島・博多方面   |
| 2      | 山陽新幹線 | 上り | 新大阪・東京方面 |

### 在来線
在来線は、地上にある単式ホーム1面1線と島式ホーム1面2線のホーム（橋上駅舎）と、3・4番のりばの間にはホームのない中線（待避線）があり、回送列車や貨物列車が使用している。改札口とホームの連絡は、階段とエレベーターが設置されている。
山陽本線の旅客列車は、主に3番のりば（下り本線）と4番のりば（上り本線）が使用される。上りのみ緩急接続が可能となっており、かつて快速「サンライナー」が運行されていた頃は、同列車を待ち合わせる普通列車が5番のりば（上り待避線）を使用していた。過去には通過貨物列車の待ち合わせも設定されていた。
入線メロディは以前、3番線が「故郷」、4・5番線が「いい日旅立ち」であったが、2012年3月9日よりJR西日本標準メロディに変更された。さらに2016年5月12日の運行管理システム稼働に伴い、駅自動放送が更新された。
| のりば | 路線     | 方向 | 行先                 |
| ------ | -------- | ---- | -------------------- |
| 3      | 山陽本線 | 下り | 福山・尾道・広島方面 |
| 4・5   | 山陽本線 | 上り | 倉敷・岡山方面       |

付記事項
- 2016年3月26日改正現在、位置関係としては表口である南口から数えて3・4・5・1・2という順番になっている。在来線の運転取扱上では、3番のりばが「1番線」、中線が「2番線」、4番のりばが「3番線」、5番のりばが「4番線」となっている。
- 2022年3月12日の改正で、日中時間帯の運行本数の見直しが行われたが、当駅では客の乗り降りを伴う折り返しができないため、次の金光駅で折り返しとなる。

### 新幹線ダイヤの変遷
1975年3月10日に山陽新幹線が全線開通した当時は、東京駅 - 博多駅間運転の『ひかり』が毎時1本停車していた。朝晩時間帯を中心に『こだま』と山陽区間内の『ひかり』が運転される場合もあった。
1980年10月1日改正以降、停車本数が毎時2本となる時間帯が徐々に増やされた。これは、従来の『ひかり』に加えて新大阪駅 - 博多駅間『こだま』が運行を開始したためである。
1986年11月1日改正後、山陽新幹線区間の『こだま』が増発され、『ひかり』の停車本数が順次削減され、1997年11月29日改正をもって、岡山駅での『のぞみ』と『こだま』の接続が改善されたため、『ひかり』の停車はいったん廃止された。
以降、基本的に『こだま』のみが毎時1 - 2本停車するが、2008年3月15日改正より早朝時間帯に上り東京行きと、『ひかりレールスター』が1本ずつ停車する形で『ひかり』の停車が復活した。その後のダイヤ改正で停車する本数の変遷を何度か経て、2022年3月現在では東京直通の上り列車が1本と、上り岡山行きの『ひかりレールスター』が1本停車している。

## 利用状況
岡山県統計年報によると、2021年の1日平均乗車人員は5,783人である。これは岡山県内においては岡山駅、倉敷駅、中庄駅に次いで4番目に多い人数である。近年の1日平均乗車人員は以下の通りである。JR西日本の移動等円滑化取組報告書によれば、2023年度の1日当たりの利用者数は13,604人。
| 乗車人員推移 | 乗車人員推移 | 乗車人員推移 |
| 年度         | 1日平均人数  | 脚注         |
| ------------ | ------------ | ------------ |
| 1997         | 7,540        | [ 19 ]       |
| 1998         | 7,434        | [ 20 ]       |
| 1999         | 7,195        | [ 21 ]       |
| 2000         | 7,067        | [ 22 ]       |
| 2001         | 6,894        | [ 23 ]       |
| 2002         | 6,755        | [ 24 ]       |
| 2003         | 6,903        | [ 25 ]       |
| 2004         | 6,937        | [ 26 ]       |
| 2005         | 7,143        | [ 27 ]       |
| 2006         | 7,159        | [ 28 ]       |
| 2007         | 7,203        | [ 29 ]       |
| 2008         | 7,282        | [ 30 ]       |
| 2009         | 7,006        | [ 31 ]       |
| 2010         | 7,115        | [ 32 ]       |
| 2011         | 7,289        | [ 33 ]       |
| 2012         | 7,456        | [ 34 ]       |
| 2013         | 7,683        | [ 35 ]       |
| 2014         | 7,501        | [ 36 ]       |
| 2015         | 7,733        | [ 37 ]       |
| 2016         | 7,764        | [ 38 ]       |
| 2017         | 7,778        | [ 39 ]       |
| 2018         | 7,887        | [ 40 ]       |
| 2019         | 7,730        | [ 41 ]       |
| 2020         | 5,845        | [ 42 ]       |
| 2021         | 5,783        | [ 43 ]       |

## バス路線
駅前にバスターミナルがあり、両備バス、井笠バスカンパニー、浅口タクシー（船穂地区コミュニティタクシー）によって運行されている。
| のりば | 運行事業者           | 系統・行先                                                               | 備考                                                            |
| 南口   | 南口                 | 南口                                                                     | 南口                                                            |
| ------ | -------------------- | ------------------------------------------------------------------------ | --------------------------------------------------------------- |
| 1      | ■ 両備バス           | 91：倉敷芸術科学大学                                                     |                                                                 |
| 2      | ■ 両備バス           | 93：玉島中央町 94：住友重機械西門 95：ハーバーアイランド3工区 96：坂田町 | 「93」は井笠バスカンパニーと共同運行 「96」は平日・土曜のみ運行 |
| 3      | ● 井笠バスカンパニー | 92：寄島総合支所前                                                       | 新倉敷駅 - 玉島中央町間は両備バスと共同運行                     |
| 4      | ● 浅口タクシー       | T08F：イオンモール倉敷                                                   | 平日・土曜のみ運行。乗合タクシー                                |
| 北口   |                      |                                                                          |                                                                 |
| 5      | ■ 両備バス           | 90：中国能開大                                                           | 平日のみ運行                                                    |
| 6      | ● 浅口タクシー       | T08N：高齢福祉センター                                                   | 水曜・金曜のみ運行（祝日は運休）。予約制運行。乗合タクシー      |

## その他
2017年（平成29年）5月31日まで、当駅以西の駅は岡山支社内のせとうち地域鉄道部の管轄となっていた。しかし鉄道部制度の見直しでせとうち地域鉄道部が廃止されたため、現在は岡山支社直轄となっている。

## 隣の駅
※新幹線の停車駅は各列車記事を参照のこと。
西日本旅客鉄道（JR西日本）
 山陽新幹線
岡山駅 - 新倉敷駅 - 福山駅
 山陽本線
西阿知駅 (JR-W06) - 新倉敷駅 (JR-W07) - 金光駅 (JR-W08)